# الهه حمیدی
الهه حمیدی، خوانندهٔ سوپرانو و موسیقی‌دان اهل ایران است.

## زندگی‌نامه
الهه حمیدی شیرازی، در کودکی فراگیری موسیقی و آواز را نزد پدرش آغاز کرد. سپس به هنرستان عالی موسیقی راه یافت. پس از پایان تحصیلات در سال ۱۳۵۳ همکاری خود را با گروه کُر تالار رودکی، در بخش اُپرا آغاز نمود. او همچنین در کانون پرورش فکری کودکان و نوجوانان به تدریس مشغول شد. در همین ایام یک آلبوم موسیقی، با ترکیب موسیقی ایرانی و موسیقی پاپ، به خوانندگی وی، توسط کانون پرورش فکری کودکان و نوجوانان منتشر شد.
از دیگر آثار او در آن زمان می‌توان به ترانهٔ «گل یخ» با شعری از «رضا اشعاری» و آهنگسازی فریبرز لاچینی اشاره نمود. او پس از انقلاب ۱۳۵۷ ایران، به آموزش گروه کر در هنرستان موسیقی مشغول شد و در زمینهٔ خوانندگی موسیقی کودکان و موسیقی فیلم به فعالیت خود ادامه داد. وی همچنین همکاری خود را با گروه کر ارکستر سمفونیک صدا و سیما آغاز کرد. او برای نخستین بار پس از انقلاب ۱۳۵۷ در سیزدهمین جشنواره موسیقی فجر و پس از آن در نخستین جشنوارهٔ گل یاس، برای بانوان به اجرای موسیقی پرداخت. الهه حمیدی در سال ۱۳۸۰ نیز یک کنسرت خیریه برای بانوان برگزار نمود. وی با آهنگسازانی نظیر: فرهاد فخرالدینی، حسین علیزاده، مجید انتظامی، بابک بیات، ناصر چشم‌آذر، کامبیز روشن‌روان، فریبرز لاچینی و … همکاری داشته‌است.
او به عنوان کارشناس با برنامهٔ «هزار صدای کودک و نوجوان» همکاری داشته و در سال ۱۳۹۸ به عنوان مدرس و مدیر هنری ارکستر آوازی «هزار صدا» برای کودکان و نوجوانان، به فعالیت هنری خود ادامه داده‌است.
خوانندگی تیتراژ سریال «علی کوچولو» و فیلم سینمایی «خواهران غریب» از دیگر آثار او است.

## آثار هنری
از جمله آثار هنری الهه حمیدی به موارد زیر می‌توان اشاره کرد:
- ترانهٔ «گل یخ» با شعر «رضا اشعاری» و آهنگسازی فریبرز لاچینی[۳]
- ترانهٔ فیلم سینمایی «عروس و مادر شوهر» (به همراه حسین موفق) با شعر «رضا شمسا» و آهنگسازی حسین واثقی ۱۳۵۲[۹]
- ترانهٔ فیلم سینمایی دختران بلا، مردان ناقلا (به همراه عهدیه) با آهنگسازی «آرشام قهرمانیان»۱۳۵۳[۱۰]
- ترانهٔ فیلم سینمایی صمد خوشبخت می‌شود (به همراه مجید فرهنگ) با آهنگسازی مجتبی میرزاده ۱۳۵۴[۱۱]
- ترانهٔ فیلم سینمایی خواهران غریب (قهر و آشتی) با آهنگسازی کامبیز مژدهی و تنظیم ناصر چشم‌آذر[۸] و «مادر من» با آهنگسازی ناصر چشم‌آذر[۱۲]
- ترانهٔ تیتراژ برنامهٔ کودک دهه ۱۳۶۰ با شعر «رضا اشعاری» و آهنگسازی فریبرز لاچینی[۱۳]
- ترانهٔ تیتراژ سریال علی کوچولو با آهنگسازی بابک بیات[۵]
- ترانهٔ سریال عروسکی «گنجشکک اشی مشی» با شعر شکوه قاسم‌نیا و آهنگسازی آندره آرزومانیان ۱۳۶۶[۱۴]
- ترانهٔ کودک «سرچشمهٔ مهر»[۱۵]
- آلبوم موسیقی کودک «آواز فصل‌ها» با شعر «رضا اشعاری» و آهنگسازی ناصر چشم‌آذر[۱۴]
- همخوان در موسیقی فیلم از کرخه تا راین به آهنگسازی مجید انتظامی[۱۶]
- همخوان در موسیقی فیلم روز واقعه به آهنگسازی مجید انتظامی[۱۷]
- همخوان در موسیقی فیلم پرستار شب به آهنگسازی فرهاد فخرالدینی[۱]
- همخوان در موسیقی فیلم می‌خواهم زنده بمانم به آهنگسازی ناصر چشم‌آذر[۱]
- همخوان در موسیقی فیلم پسر مریم به آهنگسازی پیروز ارجمند[۱۸]
- همخوان در آلبوم موسیقی کودک «یک دسته گل»[۱۹]
- همخوان در آلبوم موسیقی دهاتی به آهنگسازی و خوانندگی شادمهر عقیلی[۲۰]
- همخوان در آلبوم موسیقی «مسافر» با شعر سهراب سپهری ، آهنگسازی «محمدرضا احمدیان» و صدای خسرو شکیبایی[۲۱]
- همخوان در آلبوم موسیقی «بیدل» به آهنگسازی «علی ربانی‌فر»، تنظیم «بابک شهرکی» و خوانندگی «حمید خزاعی»[۲۲]